# 花柳章太郎

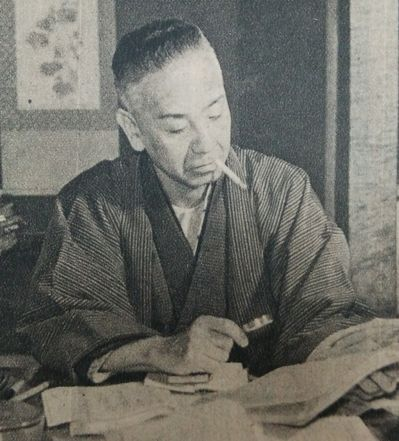
1947年

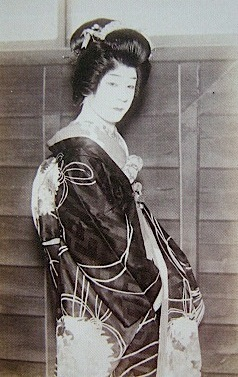
お千世
----
泉鏡花作『日本橋』の主役・お千世は花柳の出世作となり、また彼生涯の当たり役の一つともなった。1938年（昭和13年）。

花柳 章太郎（はなやぎ しょうたろう、本名：青山章太郎、1894年〈明治27年〉5月24日 - 1965年〈昭和40年〉1月6日）は、戦前から戦後にかけて活躍した新派を代表する女形役者。日本芸術院会員。文化功労者。人間国宝。俳名は、章魚、柳花洞。
長男(養子）の花柳喜章、二男の花柳武始はともに俳優。

## 来歴
東京日本橋に生まれる。1909年〔明治42年〕湯島小学校卒業。
小学校在学中の1908年（明治41年）に、新派の喜多村緑郎の弟子となり、本郷座『雪子夫人』の酒屋の小僧で初舞台。1913年（大正2年）には幹部に昇進する。1915年（大正4年）、泉鏡花作『日本橋』の主役・お千世を勝ち取り、その美貌が話題となる。これが出世作となって、一躍新派の人気女形となる。1919年（大正8年）、6代目尾上菊五郎に市村座入りを誘われるが、断った。
しかし当時歌舞伎と新劇の間にあって退潮傾向にあった新派に焦燥感を覚えた花柳は、やがて「本流新派」からの独立をめざした試行錯誤を繰返すようになる。まず1921年（大正10年）には小堀誠や初代英太郎らと新劇座を結成。関東大震災後は一時関西で活躍。1927年（昭和2年）に帰京し、本拠地を浅草の松竹座に移して松竹新劇団を結成した。苦心の甲斐あって、1931年（昭和6年）に明治座で喜多村をはじめ伊井蓉峰や河合武雄らと共演した瀬戸英一作『二筋道  花柳巷談』が大成功、これが新派の復興をもたらした。

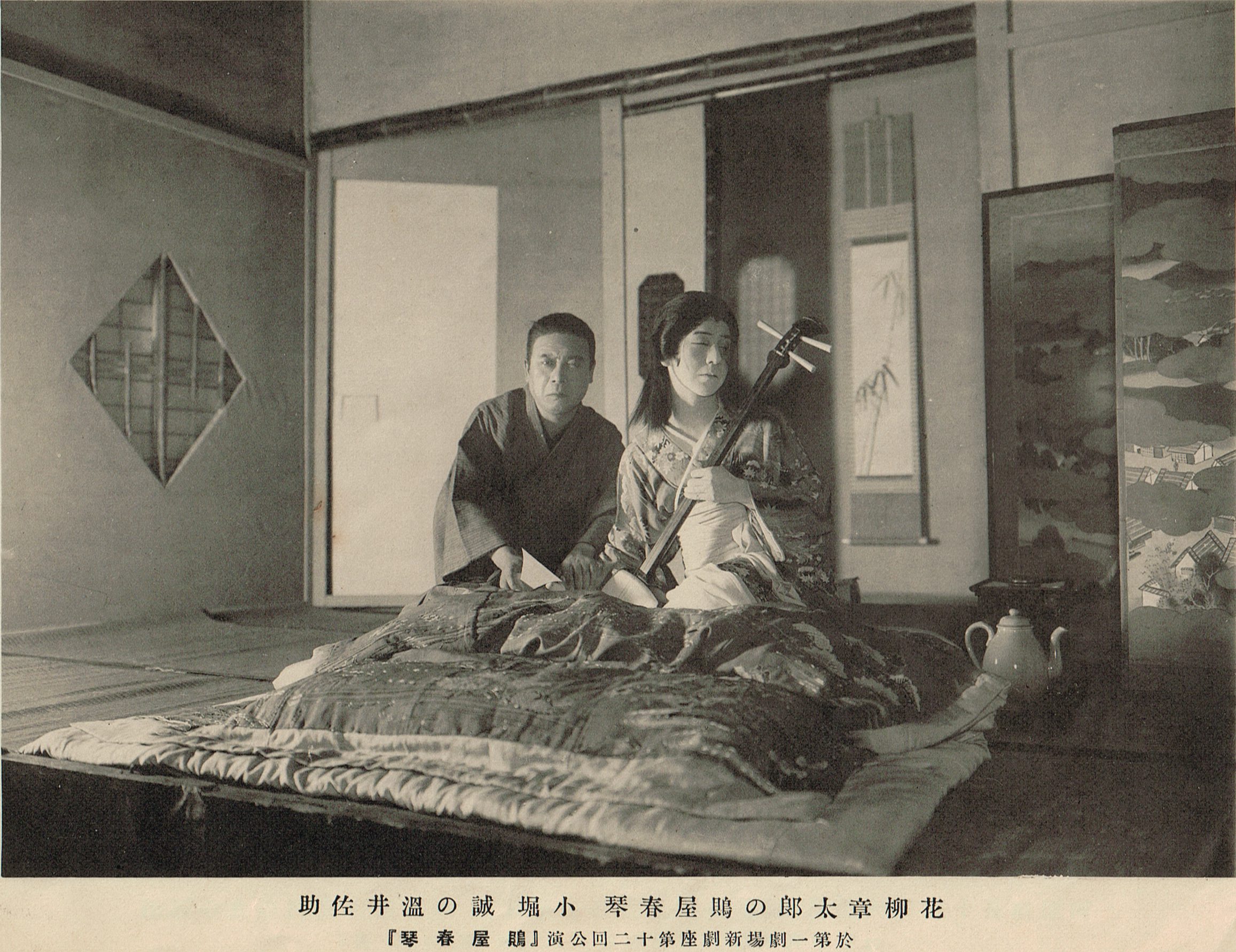
谷崎潤一郎原作、久保田万太郎脚本の芝居『鵙屋春琴』舞台写真。花柳章太郎の鵙屋春琴、小堀誠の温井佐助。1935年（昭和10年）

1939年（昭和14年）には伊志井寛、柳永二郎、大矢市次郎、川口松太郎らとともに「新生新派」を結成、本流新派から完全な独立を果たした。
またこの年、溝口健二監督に乞われて映画『残菊物語』に主演、悲劇の歌舞伎役者・二代目尾上菊之助を演じた。専門の女形ではなく立役の、それもこれまた専門ではない歌舞伎の役者を演じるという、大変な苦労となったが、観客は白塗りの花柳章太郎を絶賛。花柳はこれで美形の二枚目としての新境地を開いた。
1952年（昭和27年）の新派大同団結以後は座頭となって劇団を統率し、初代水谷八重子との名コンビによって次々に傑作を世に送りだした。1955年（昭和30年）日本芸術院賞を受賞。
1956年（昭和31年）、かつて新派で共演した森赫子が半生記をまとめ『女優』として上梓。花柳との恋愛も克明に描かれる内容となっていた。
晩年には新派からは喜多村につぐ二人目の人間国宝に認定、文化功労者にも選定された。その他数々の賞を受け、「花柳賞太郎」の異名をとるほどだった。
1965年（昭和40年）1月、年明けから新橋演舞場で文化功労者選定を記念した舞台に立っていたが、5日朝に気分が悪くなり東大病院に入院した。肺炎だったが、同日夜半に心筋梗塞を起こして急死、70歳だった。4日夜の部の川口松太郎作『寒菊寒牡丹』が最後の舞台となった。今際の際まで代役は大丈夫なのか、衣装はどうなのか、と舞台のことばかりを案じる最期だった。

## 受賞[3]
- 1939年 文部大臣賞(第1回) 「残菊物語」
- 1951年 毎日演劇賞
- 1955年 日本芸術院賞
- 1963年 毎日演劇賞
- 1964年 文化功労者
- 1965年 勲三等旭日中綬章
- 1961年 菊池寛賞 「京舞」「夢の女」等における演技と、多年にわたる演劇への功績
- 1963年 朝日文化賞
- 1963年 NHK放送文化賞

## 当たり役
戦後は立役にまわることが多かったが、花柳の本領はやはりその美貌を生かした女形だった。泉鏡花作の『瀧の白糸』の瀧の白糸や『婦系図』のお蔦、『明治一代女』のお梅などがその代表にあげられる。
1964年（昭和39年）4月には演劇評論家などにより花柳の代表的な芝居を集めた「花柳十種」が選定された。
|    | 演目                               | 役名                                            | 役どころ      | 原作            | 脚色                    | 初演                              |
| -- | ---------------------------------- | ----------------------------------------------- | ------------- | --------------- | ----------------------- | --------------------------------- |
| 1  | うた あんどん 『歌行燈』           | 元能シテ方 恩地喜多八                           | 立役          | 泉鏡花 原作     | 久保田万太郎 脚色       | 1940年（昭和15年）7月 明治座      |
| 2  | つるかめ 『鶴亀』                  | 川路家隠居 おつる                               | 老婆          | 里見弴 原作     | 久保田万太郎 脚色       | 1940年（昭和15年）2月 明治座      |
| 3  | ほたる 『蛍』                      | 錺職人船木栄吉女房 とき 兄弟子鈴木重一情婦 しげ | 女方 （二役） | 久保田万太郎 作 | 久保田万太郎 演出       | 1941年（昭和16年）6月 有楽座      |
| 4  | おおつもごり 『大つごもり』        | 芝白金台町資産家山村家女中 おみね               | 女方          | 樋口一葉 原作   | 久保田万太郎 脚色・演出 | 1950年（昭和25年）1月 新橋演舞場  |
| 5  | あじさい 『あじさい』              | 下谷月家芸者 君香                               | 女方          | 永井荷風 原作   | 久保田万太郎 脚色・演出 | 1953年（昭和28年）5月 新橋演舞場  |
| 6  | ゆめの おんな 『夢の女』           | 洲崎お職女郎・初代楓こと お浪                   | 女方          | 永井荷風 原作   | 久保田万太郎 脚色・演出 | 1960年（昭和35年）10月 新橋演舞場 |
| 7  | つるはち つるじろう 『鶴八鶴次郎』 | 新内節語り 鶴賀鶴次郎                           | 立役          | 川口松太郎 原作 |                         | 1938年（昭和13年）1月 明治座      |
| 8  | ゆうじょ ゆうぎり 『遊女夕霧』     | 吉原女郎 夕霧                                   | 女方          | 川口松太郎 原作 |                         | 1954年（昭和29年）4月 明治座      |
| 9  | つくだの わたし 『佃の渡し』       | 赤坂待合女将 おきよ おきよ妹 お咲               | 女方 （二役） | 北條秀司 作     | 北條秀司 演出           | 1957年（昭和32年）12月 新橋演舞場 |
| 10 | きょうまい 『京舞』                | 京舞井上流三世家元・井上八千代こと 片山春子     | 老女          | 北條秀司 原作   |                         | 1960年（昭和35年）4月 明治座      |

## 人物
花柳は食通でも有名で、特に海苔、蕎麦、天ぷら、鮨、秋刀魚、つけ合せでべったら漬を好んだ。
花柳は友人笹本甲午(笹本寅の次兄)を通じて、新劇の若手に何となく親近感を抱いていて、その笹本を通じて笹本同様早稲田大学の沢田正二郎と知り合い、
新派の下積み時代中は早稲田大学在学中の沢田と共にむしろの上で寝ていた。
沢田とは劇の将来について論じあい、沢田からは「笹本君を通じて、君と親しく話してみたいと思っていた。」と言われた。
なお文芸協会演劇研究所三期生の笹本も卒業後は花柳同様喜多村一門に入った。。

## 評伝
親友だった作家の川口松太郎は、章太郎の死後『役者  小説花柳章太郎』（新潮社）を書き、またその晩年の姿を『八重子抄』（中央公論社）のなかで描いている。
また評伝に、大笹吉雄『花顔の人  花柳章太郎』（講談社）がある。

## 出演映画
- 『残菊物語』（1939年）
- 『晴小袖』（1940年）
- 『夫婦太鼓』（1941年）
- 『歌行燈』（1943年）
- 『五重塔』（1944年）
- 『名刀美女丸（フランス語版）』（1945年）
- 『情艶一代女』（1951年）

## 著書
- 『水中花』はなやぎ会　（1932年）
- 『紅皿かけ皿』双雅房　（1936年）
- 『菜種河豚』演劇新派社　（1940年）
- 『きもの』二見書房　（1941年）
- 『あさき幕』武蔵書房（1943年）
- 『技道遍路』二見書房　（1943年）
- 『雪下駄』二見書房　（1947年）
- 『きもの簪』和敬書店　（1949年）

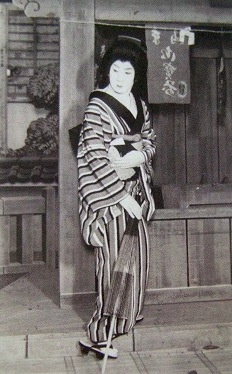
大和屋蝶吉
----
泉鏡花作『湯島詣』より。昭和13年。

- 『女難花火』雲井書店（1955年）（「サンケイ新聞」連載、木村荘八挿絵）
- 『がくや絣』美和書院（1956年）
- 『役者馬鹿』三月書房（1963年）
- 『わたしのたんす』三月書房（1964年）
- 『花柳章太郎　舞台の衣裳』求龍堂（1965年）　遺著
- 『おもかげ　花柳章太郎舞台写真集』演劇出版社（1977年）
- 『花顔　花柳章太郎』京都書院（1991年）、限定版舞台写真集
- 『狐のかんざし』三月書房（2008年）、スケッチと随筆集